# Esquire

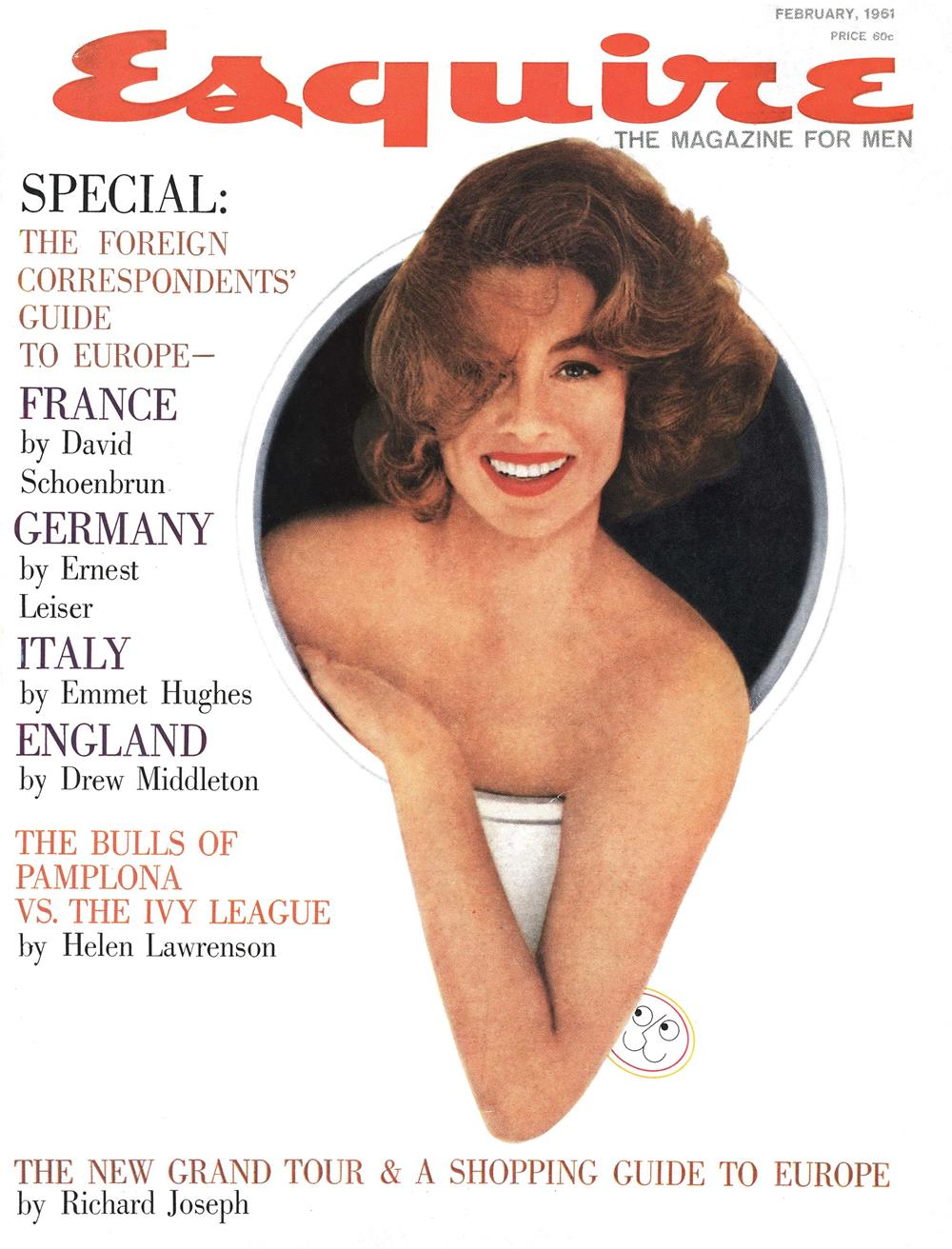
Capa da Esquire de fevereiro de 1961.

A revista Esquire é uma revista americana direcionada ao público masculino, editada pela Hearst Corporation. Foi fundada em 1933 e prosperou durante a Grande Depressão, sob a direção do fundador e editor Arnold Gingrich.
Atualmente é publicada na China, na República Tcheca, na Grécia, em Hong Kong, na Indonésia, no Japão, na Coreia do Sul, nos Países Baixos, na Rússia, em Taiwan, na Espanha, na Tailândia, na Turquia, no Reino Unido na Roménia e no Oriente Médio.